# American Soccer League
American Soccer League (em português:  Liga Americana de Futebol; abreviação oficial: ASL) são quatro ligas de futebol profissional disputadas por times do Canadá e Estados Unidos, sendo a última criada em 2014 e disputada atualmente.

## American Soccer League (1921–33)
A primeira liga a adotar esse nome surgiu em 1921 e durou até 1933. A liga foi a primeira liga de futebol profissional relevante dos Estados Unidos. A liga dividiu espaço como a principal liga da época com a Cosmopolitan Soccer League.

### Campeões
| Ano     | Campeão                 | vice-Campeão        |
| ------- | ----------------------- | ------------------- |
| 1921–22 | Philadelphia Field Club | New York Field Club |
| 1922–23 | J&P Coats               | Bethlehem Steel     |
| 1923–24 | Fall River F.C.         | Bethlehem Steel     |
| 1924–25 | Fall River F.C.         | Bethlehem Steel     |
| 1925–26 | Fall River F.C.         | New Bedford Whalers |
| 1926–27 | Bethlehem Steel         | Boston              |
| 1927–28 | Boston                  | New Bedford Whalers |
| 1928–29 | Fall River F.C.         | Brooklyn Wanderers  |
| 1929    | Fall River F.C.         | Providence F.C.     |
| 1930    | Fall River F.C.         | New Bedford Whalers |
| 1931    | New York Giants         | New Bedford Whalers |
| 1932    | New Bedford Whalers     | Hakoah All-Stars    |
| 1932–33 | Desconhecido            | Desconhecido        |

### Todos os times
| - Bethlehem Steel F.C. (1921/22–27/28, 1930) - Boston Soccer Club (1924/25–30) - Boston Bears (1931–32) - Bridgeport Hungaria (1930) - Brooklyn Wanderers (1922/23–31) - Brooklyn Hakoah (1929) - Brooklyn Wanderers (1932–33) - Fall River F.C. (1921–1930) - Providence F.C. (1924/25–1931, como Providence Clamdiggers em 1924/25–27/28; como Providence Gold Bugs em 1928/29–30; como Fall River Football Club em 1931 - Fall River F.C. II (1932) - Fall River United (1921/22) - Fleisher Yarn (1924/25) - Hakoah All-Stars (1929/30–1932) - Harrison Field Club (1921/22–22/23, como Harrison Soccer Club em 1921/22) - Hartford Americans (1927/28) - Holyoke Falcos (1921/22) - Celtic F.C. (1921/22, extinto após 5 jogos) - Jersey City (1928/29) | - Newark Skeeters (1923/24–28/29, withdrew during season) - Newark Americans (1930–32) - New Bedford Whalers II - New Bedford Whalers III - New York Field Club (1921/22–23/24) - New York Giants II, originalmente jogando como Paterson F.C., mudando o nome para New York Soccer Club - New York Giants III, originalmente jogando como Indiana Flooring e como New York Nationals - New York Americans (1931–33) - New York Field Club (1932) - New York Yankees - New York Brookhattan (1933) - Pawtucket Rangers (1921/22, 32/33, como J&P Coats em 1921/22–28/29) - Philadelphia Field Club (1921/22, 1928/29, como Philadelphia Celtic em 1922/23–27/28, como Bridgeport Bears em 1929/30) - Queens Bohemians (1932–32, como Prague Americans em 1933) - Shawsheen Indians (1925/26) - Springfield Babes (1926/27) - Todd Shipyards (1921/22) |

## American Soccer League (1933–83)
Foi das quatro a liga mais duradoura, durando quatro décadas. Diferentemente da primeira liga, ela começou a aceitar times da costa oeste dos Estados Unidos.

### Campeões
| Ano     | Campeão                         | Vice-Campeão                  |
| ------- | ------------------------------- | ----------------------------- |
| 1933–34 | Kearny Irish                    | New York Americans            |
| 1934–35 | Philadelphia German-Americans   | New York Americans            |
| 1935–36 | New York Americans              | Baltimore Canton              |
| 1936–37 | Kearny Scots                    | Brooklyn Hispano              |
| 1937–38 | Kearny Scots                    | Brooklyn St. Mary's Celtic    |
| 1938–39 | Kearny Scots                    | Philadelphia German-Americans |
| 1939–40 | Kearny Scots                    | Baltimore S.C.                |
| 1940–41 | Kearny Scots                    | Philadelphia German-Americans |
| 1941–42 | Philadelphia Americans          | Brookhattan                   |
| 1942–43 | Brooklyn Hispano                | Brookhattan                   |
| 1943–44 | Philadelphia Americans          | Brooklyn Wanderers            |
| 1944–45 | Brookhattan                     | Philadelphia Americans        |
| 1945–46 | Baltimore Americans             | Brooklyn Hispano              |
| 1946–47 | Philadelphia Americans          | Brooklyn Wanderers            |
| 1947–48 | Philadelphia Americans          | Kearny Scots                  |
| 1948–49 | Philadelphia Nationals          | New York Americans            |
| 1949–50 | Philadelphia Nationals          | Kearny Celtic                 |
| 1950–51 | Philadelphia Nationals          | Kearny Celtic                 |
| 1951–52 | Philadelphia Americans          | Kearny Scots                  |
| 1952–53 | Philadelphia Nationals          | Newark Portuguese             |
| 1953–54 | New York Americans              | Brookhattan                   |
| 1954–55 | Uhrik Truckers                  | Brooklyn Hispano              |
| 1955–56 | Uhrik Truckers                  | Elizabeth Falcons             |
| 1956–57 | New York Hakoah-Americans       | Uhrik Truckers                |
| 1957–58 | New York Hakoah-Americans       | Ukrainian Nationals           |
| 1958–59 | New York Hakoah-Americans       | Ukrainian Nationals           |
| 1959–60 | Colombo                         | Ukrainian Nationals           |
| 1960–61 | Ukrainian Nationals             | Falcons S.C.                  |
| 1961–62 | Ukrainian Nationals             | Inter-Brooklyn Italians       |
| 1962–63 | Ukrainian Nationals             | Inter S.C.                    |
| 1963–64 | Ukrainian Nationals             | Boston Metros                 |
| 1964–65 | Hartford S.C                    | Newark Portuguese             |
| 1965–66 | Roma S.C.                       | Newark Ukrainian Sitch        |
| 1966–67 | Baltimore St. Gerards           | Newark Ukrainian Sitch        |
| 1967–68 | Ukrainian Nationals             | New York Inter                |
| 1968    | Washington Darts                | Rochester Lancers             |
| 1969    | Washington Darts                | Syracuse Scorpions            |
| 1970    | Philadelphia Ukrainians         | Philadelphia Spartans         |
| 1971    | New York Greeks                 | Boston Astros                 |
| 1972    | Cincinnati Comets               | New York Greeks               |
| 1973    | New York Apollo                 | Cincinnati Comets             |
| 1974    | Rhode Island Oceaneers          | New York Apollo               |
| 1975    | New York Apollo e Boston Astros | Nenhum                        |
| 1976    | Los Angeles Skyhawks            | New York Apollo               |
| 1977    | New Jersey Americans            | Sacramento Spirits            |
| 1978    | New York Apollo                 | Los Angeles Skyhawks          |
| 1979    | Sacramento Gold                 | Columbus Magic                |
| 1980    | Pennsylvania Stoners            | Sacramento Gold               |
| 1981    | Carolina Lightnin'              | New York United               |
| 1982    | Detroit Express                 | Oklahoma City Slickers        |
| 1983    | Jacksonville Tea Men            | Pennsylvania Stoners          |

### Todos os times
| - Allentown (1938/39-39/40, como Bethlehem Hungarian em 1938/39; extinto durante a temporada 1939/40) - Baltimore S.C. (1934/35-1941/42; 1943/44-47/48, como Canton S.C. em 1934/35-35/36) - Baltimore Americans (1938/39-48/49, como Baltimore German em 1938/39; franquia comprada pela liga em 1948/49) - Baltimore Pompei (1953/54-60/61, como Baltimore Rockets em 1953/54-56/57) - Baltimore Flyers (1966/67-67/68; como Baltimore St. Gerards em 1966/67) - Baltimore Bays (1972–73, como Baltimore Stars em 1972) - Boca Juniors (1961/62-63/64, como Inter-Brooklyn Italians em 1961/62; como Inter S.C. em 1962/63) - Boston Tigers (1963/64, 1965/66-67/68, as Boston Metros in 1963/64) - Brooklyn F.C. (1933/34; fundiu com o Hispano F.C. e se tornou Brooklyn Hispano) - Brooklyn Celtic (1933/34-34/35) - Brooklyn Hispano (1933/34-55/56, como Hispano F.C. por sete jogos em 1933/34.fundiu com o Brooklyn F.C. e virou Brooklyn Hispano, como Brooklyn Giants em 1941/42, como Brooklyn Red Devils em 1941/42-42/43) - Brooklyn Wanderers (1942/43-48/49, franquia comprada pelo Hakoah A.C. na temporada 1948/49; antigo St. Mary's Celtic) - Brooklyn Hakoah (1948/49-55/56, comprou o Brooklyn Wanderers em 1948/49 season; fundiu com o New York Americans para virar o New York Hakoah depois de 1955/56) - Brooklyn Italians (1956/57-60/61, fundiu com o Inter S.C. para se tornar o Inter-Brooklyn Italians depois de 1960/61) - California Sunshine (1977–80) - Carolina Lightnin' (1981–83) - Chicago Americans (1972, jogou apenas poucos jogos) - Chicago Cats (1975–76) - Cincinnati Comets (1972–75) - Cleveland Cobras (1974–1981, como Cleveland Stars em 1972–73) - Colombo (1959/60) - Columbus Magic (1979–80) - Connecticut Yankees (1972–78, como Nor'East United in 1972, como Connecticut Wildcats em 1973–74) - Dallas Americans (1983) - Delaware Wings (1972–74) - Detroit Corinthians 1946 - Detroit Mustangs (1972–73, como Detroit S.C. antes de 1972) - Detroit Express (1981–83) - Fall River S.C. (1957/58-62/63) - Galicia-Honduras (1933/34-61/62, como New York Brookhattan em 1933/34-37/38; como Brookhattan em 1938/39-56/57; como Brookhattan-Galicia em 1957/58-58/59; como Galicia S.C. em 1958/59-60/61, fundu com o Honduras depois de 1960/61) - Georgia Generals (1982, como Cleveland Stars em 1972–73; como Cleveland Cobras em 1974–81) - Golden Gate Gales (1980) – De San Francisco. - Hartford S.C. (1964/65-68, como Hartford Kings em 1966/67 e 1968) - Indiana Tigers (1973–74, como Gary Tigers em 1973) - Indianapolis Daredevils (1974–79, como Rhode Island Oceaneers em 1974–76; como New England Oceaneers em 1977) - Inter S.C. (1960/61, fundiu com o Brooklyn Italians para se tornar o Inter-Brooklyn Italians após 1960/61) - Irish-Americans (1933/34-51/52, como Kearny Celtic em 1942/43-48/49, franquia comprada pelo Newark Portuguese em 1951/52) - Jacksonville Tea Men (1983) - Las Vegas Seagulls (1979) - Los Angeles Skyhawks (1976–79) - Ludlow Lusitano (1955/56-57/58, como Ludlow S.C. em 1956/57) - Miami Americans (1976–80, como New Jersey Americans em 1976–79) | - Nashville Diamonds (1982) - Newark Portuguese (1951/52-62/63, 1964/65-67/68, purchased Irish-Americans franchise seven games into 1951/52 season) - Newark Falcons (1954/55-66/67, as Elizabeth Falcons in 1954/55-58/59; as Falcons S.C. in 1959/60-61/62; as Falcons-Warsaw in 1962/63-63/64) - Newark Sitch (1962/63-63/64, 1965/66-70, as Newark Ukrainian Sitch in 1962/63-68) - New Brunswick Hungarian (1963/64-67/68, as New Brunswick Hungarian Americans in 1963/64-66/67) - New England Sharks (1981) - New Jersey Brewers (1972–75, as New Jersey Shaefer Brewers in 1972) - New York Americans (1933/34-55/56, merged with Brooklyn Hakoah to become New York Hakoah after 1955/56 season) - New York Hakoah-Americans (1956/57-63/64, as New York Hakoah in 1956/57-61/62) - New York Inter (1965/66-69, as Inter S.C. in 1965/66) - New York United (1971–81, as New York Greeks in 1971–72; as New York Apollo in 1973–79) - New York Eagles (1978–79, 1981) - Oakland Buccaneers (later known at Golden Bay Buccaneers (1976–77) - Oklahoma City Slickers (1982–83) - Olimpia (1965/66-66/67) - Paterson F.C. (1936/37-40/41, como Newark Germans em 1933/34-36/37; se mudou para Paterson em 1936/37; como Paterson Caledonian em 1936/37-37/38, absorveu o time amador Trenton Highlanders após 1937/38 e se mudou para Trenton; como Trenton Highanders em 1938/39) - Pennsylvania Stoners (1979–83) - Philadelphia Nationals (1936/37-41/42, como Passon Phillies em 1936/37-40/41) - Philadelphia Nationals (1942/43-53/54, withdrew after 4 games in 1953/54) - Philadelphia Ukrainians (1957/58) - Philadelphia Ukrainians (1957/58-63/64, 1965/66-70, como Ukrainian Nationals em 1957/58-63/64 e 1965/66-67/68; substituiu o Philadelphia Ukrainians durante a temporada 1957/58) - Philadelphia Spartans (1969–73) - Phoenix Fire (1980) - Pittsburgh Canons (1972) - Pittsburgh Miners (1975) - Ponta Delgada S.C. (1951–53) - Rochester Lancers (1967/68-69) - Rochester Flash (1981–82) - Roma S.C. (1964/65-67/68) - Sacramento Gold (1976–80, como Sacramento Spirits em 1976–77) - St. Louis Frogs (1972) - St. Mary's Celtic (1933/36-41/42; franquia comprada antes de 1942/43e se tornou Brooklyn Wanderers) - Santa Barbara Condors (1977) - Scots-Americans (1933/34-52/53, como Kearny Americans em 1941/42-49/50, também chamado de Kearny Scots) - Southern California Lazers (1978) - Syracuse Suns (1969–71, 1973–74, como Syracuse Scorpions em 1969–70; extinto após partidas em 1974) - Tacoma Tides (1976) - Trenton Americans (1948/49-50/51, 1953/54-54/55) - Uhrik Truckers (1933/34-64/65, como Philadelphia German-Americans em 1933/34-40/41; como Philadelphia Americans em 1941/42-53/54; se tornou o Uhrik Truckers em fevereiro de 1953/54) - Utah Golden Spikers (1976, expulso da liga no meio da temporada) - Utah Pioneers (1976, substituiu o Golden Spikers, jogou a temporada de 1976) - Washington Darts (1967/68-69, como Washington Britannia em 1967/68) - Washington Cavaliers (1971–72, como Virginia Capitol Cavaliers em 1971) - Worcester Astros (1967/68-75, como Fall River Astros em 1967/68-68; como Boston Astros em 1968–75; se mudou para Worcester no fim de 1975) |

## American Soccer League (1988–89)
Durou apenas dois anos, sendo extinta em 1989.

### Campeões
| Ano  | Campeões                 | Vice-Campeão             |
| ---- | ------------------------ | ------------------------ |
| 1988 | Washington Diplomats     | Fort Lauderdale Strikers |
| 1989 | Fort Lauderdale Strikers | Boston Bolts             |

### Todos os times
| - Albany Capitals (1988–89) - Boston Bolts (1988–89) - Fort Lauderdale Strikers (1988–89) - Maryland Bays (1988–89) - Miami Sharks (1988–89) | - New Jersey Eagles (1988–89) - Orlando Lions (1988–89) - Tampa Bay Rowdies (1988–89) - Washington Diplomats (1988–89) - Washington Stars (1988–89) |

## American Soccer League (2014–2017)
A atual liga sob o nome de American Soccer League surgiu em agosto de 2014. A liga é administrado pela USASA.

### Clubes
| Time                     | Cidade                  | Estádio                          | Fundação |
| ------------------------ | ----------------------- | -------------------------------- | -------- |
| AFC Lancaster Lions      | Ephrata, Pensilvânia    | Ephrata High School              | 2015     |
| Atlanta Futuro FC        | Snellville, Geórgia     | Shiloh High School               | 2015     |
| Long Island Express FC   | Uniondale, Nova Iorque  | Mitchell Athletic Complex        | 2016     |
| Mass United FC           | Lynn, Massachusetts     | Manning Field                    | 2009     |
| New Hampshire Bobcats FC | Lynn, Massachusetts     | Manning Field                    | 2015     |
| Philadelphia Atoms SC    | Glenside, Pensilvânia   | Jean Lenox West Field            | 2017     |
| Philadelphia Fury        | Glassboro, Nova Jérsei  | Richard Wackar Stadium           | 2012     |
| Maryland SGFC Eagles     | Silver Spring, Maryland | Paint Branch HS Athletic Stadium | 2017     |
| Virginia FC              | Leesburg, Virgínia      | Evergreen Sport Complex          | 2017     |